# Stazione di Bologna Borgo Panigale
Stazione di Bologna Borgo Panigale vasútállomás Olaszországban, Bologna településen.

## Vasútvonalak
Az állomást az alábbi vasútvonalak érintik:
- Porrettana-vasútvonal

## Kapcsolódó állomások
A vasútállomáshoz az alábbi állomások vannak a legközelebb:
- Stazione di Bologna Centrale
- Stazione di Casteldebole